# Dinwiddie megye
Dinwiddie megye az Amerikai Egyesült Államokban, azon belül Virginia államban található. Megyeszékhelye Dinwiddie, legnagyobb városa McKenney. Lakosainak száma 27 947 fő (2020. április 1.). Dinwiddie megye Chesterfield, Greensville, Sussex, Prince George, Petersburg, Brunswick, Nottoway és Amelia megyékkel határos.

## Népesség
A megye népességének változása:
| Lakosok száma | 27 995 | 28 060 | 28 040 | 27 904 | 27 852 | 27 947 |
|               | 2010   | 2011   | 2012   | 2013   | 2015   | 2020   |